# 심재찬

심재찬은 대한민국의 연극, 뮤지컬 연출가이다. 한국예술인복지재단의 상임이사였으나 10월 25일 사임하였다. 

## 경력
- 1991년 5월 극단 '전망' 창단
- 1994년 3월 ~ 1999년 2월 한국연극연출가협회 부회장
- 1997년 1월 ~ 1997년 10월 세계마당극 큰잔치 상임위원
- 1997년 1월 ~ 1997년 11월 전국청소년연극제 실무위원장
- 1997년 3월 ~ 1997년 10월 세계연극제97서울/경기 집행위원회 간사
- 1998년 2월 ~ 2001년 1월 한극연극협회 부이사장, 서울국제연극제 조직위원
- 2005년 제1대 한국문화예술위원회 사무처장
- 국립극단 사무국장
- 한국예술인복지재단 상임이사
- 한국예술인복지재단 상임이사

## 수상
- 1991년 3월 백상예술상 신인연출상
- 1994년 5월 영희연극상97년 1월 히서 연극상
- 2002년 12월 올해의좋은연극 BEST7 선정(“양파”, 한국연극협회)
- 2003년 3월 한국뮤지컬대상 외국베스트뮤지컬작품상 (“유린타운”, 스포츠조선)

## 대표작품

### 연극
- 1981년 12월 <겨울사자들>(작/제임스골드만)
- 1983년 9월 <오돌또기>(작/노경식)
- 1984년 9월 <메디아> (작/유리피데스)
- 1986년 10월 <세일즈맨의 죽음> (작/아서밀러)
- 1991년 9월 <한가위 밝은달아> (작/노경식)
- 1993년 10월 <거울속의 당신> (작/노경식)
- 1994년 9월 <이런노래> (작/정복근)
- 1996년 9월 <여시아문> (작/장윤환)
- 2002년 4월  <양파> (작/김수미)
- 2003년 5월  <하우스> (작/차근호)
- 2004년 6월 <잘자요 엄마> (작/마샤노먼)
- 2004년 8월 <천국은 게임중> (작/박평목)
- 2008년 8월 <방문자>
- 2009년 5월 <오셀로>
- 2009년 11월 <피아프>
- 2010년 1월 <바냐아저씨>
- 2010년 10월 <엄마를 부탁해>

### 뮤지컬
- 2002년 2월 <틱틱붐!>
- 2002년 9월 <유린타운>